# Onopordum

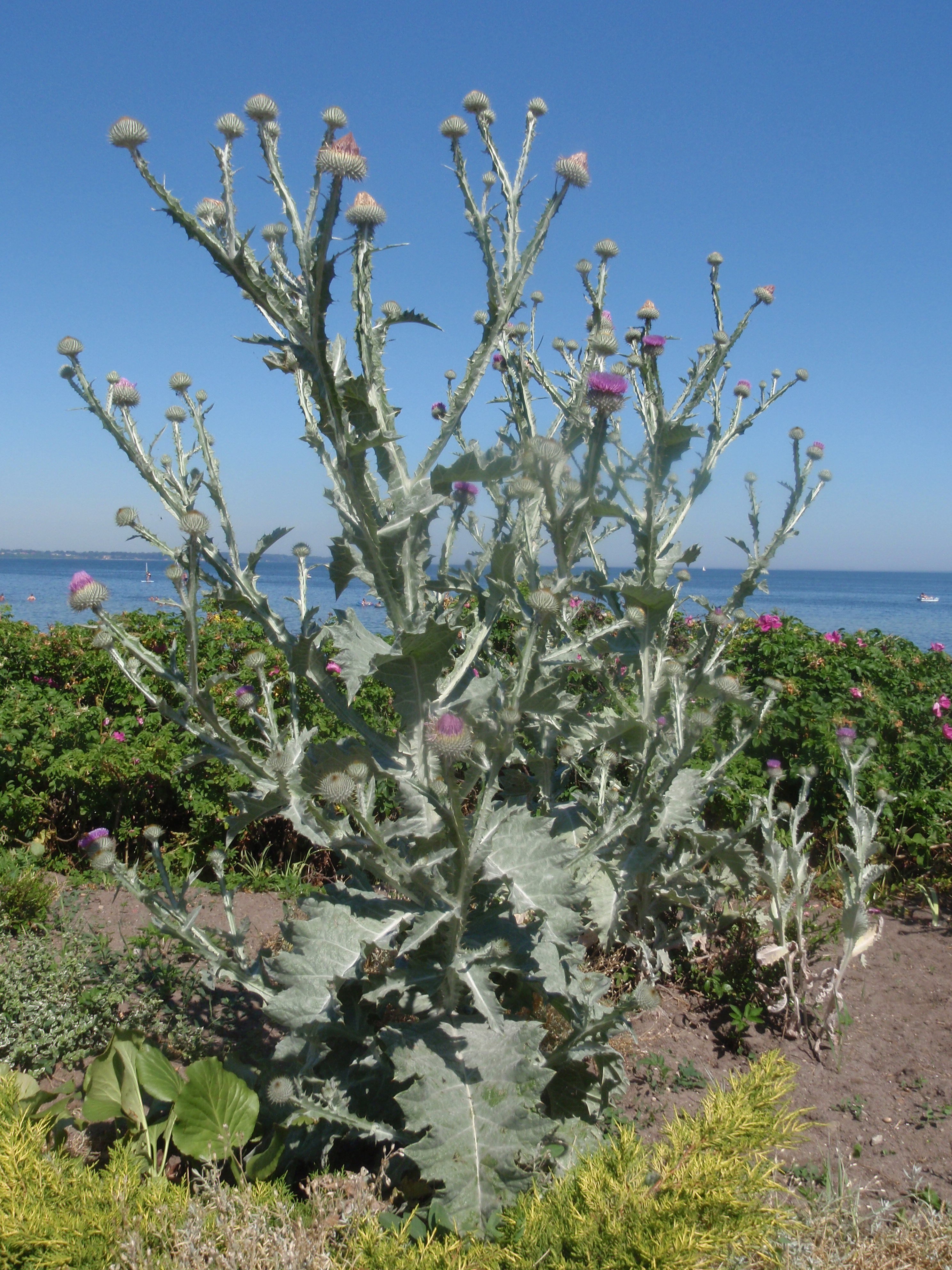
O. acanthium, vista general.

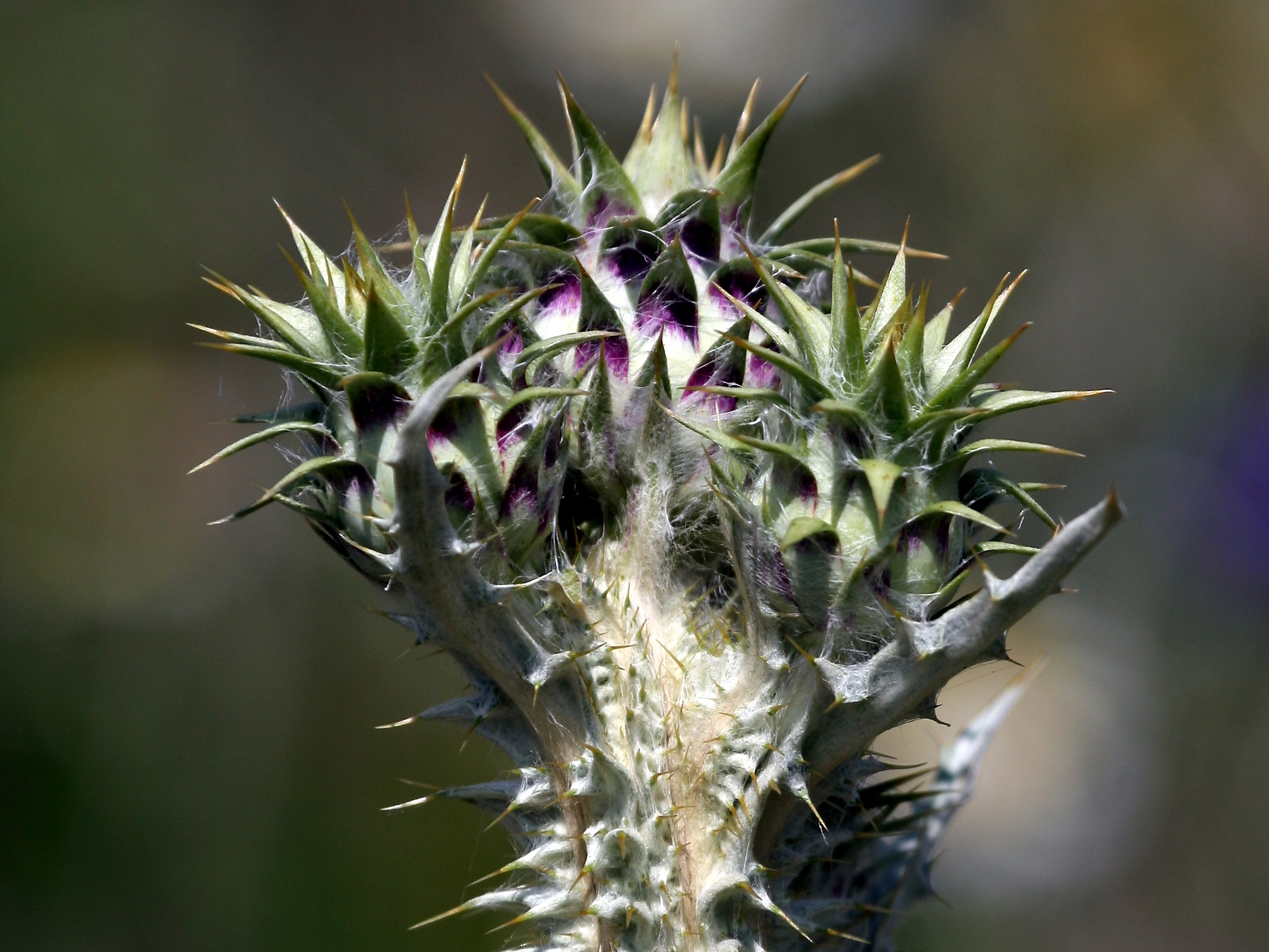
Capítulos en preantesis de O. illyricum.

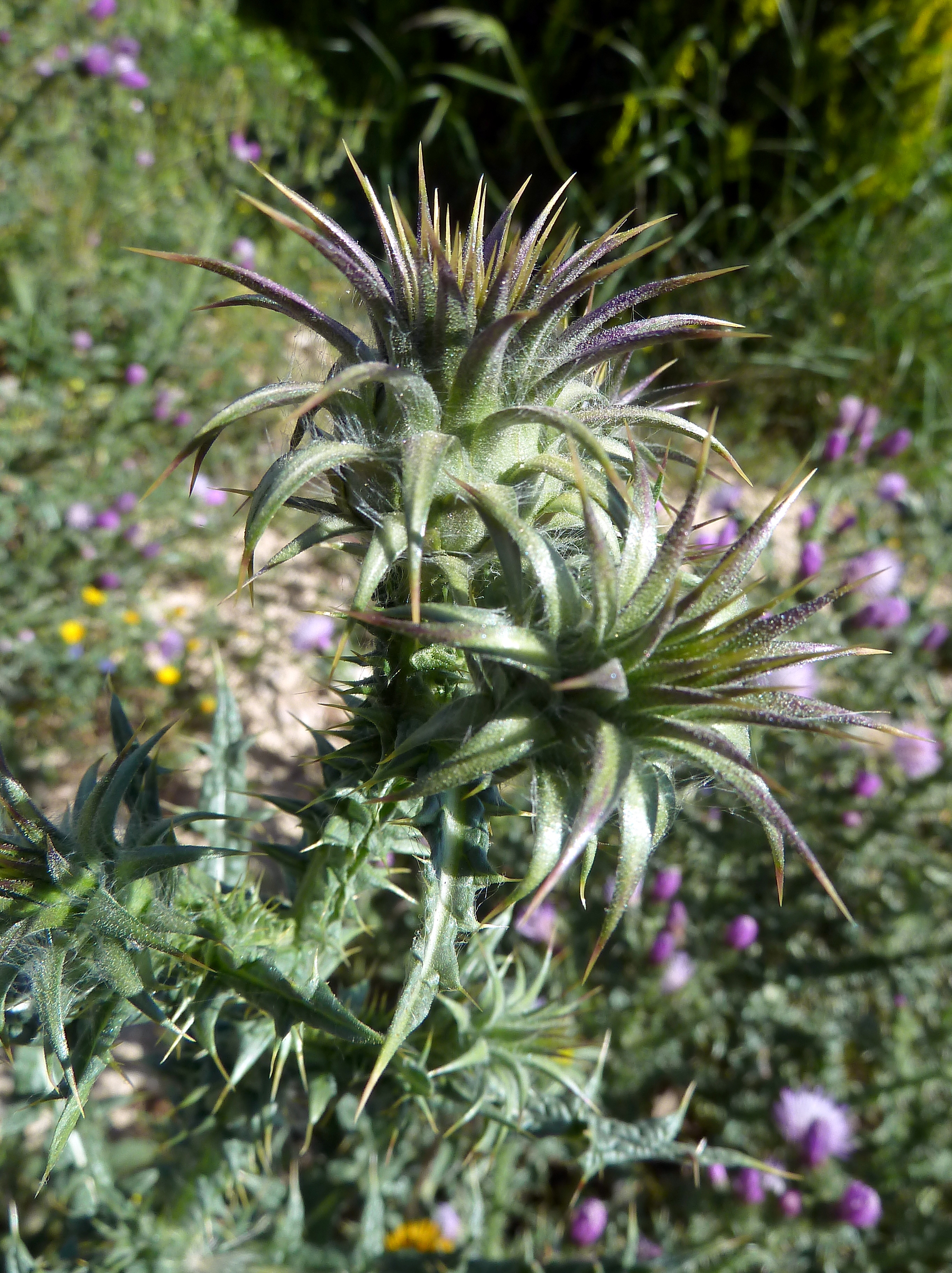
O. corymbosum en pre-floración.

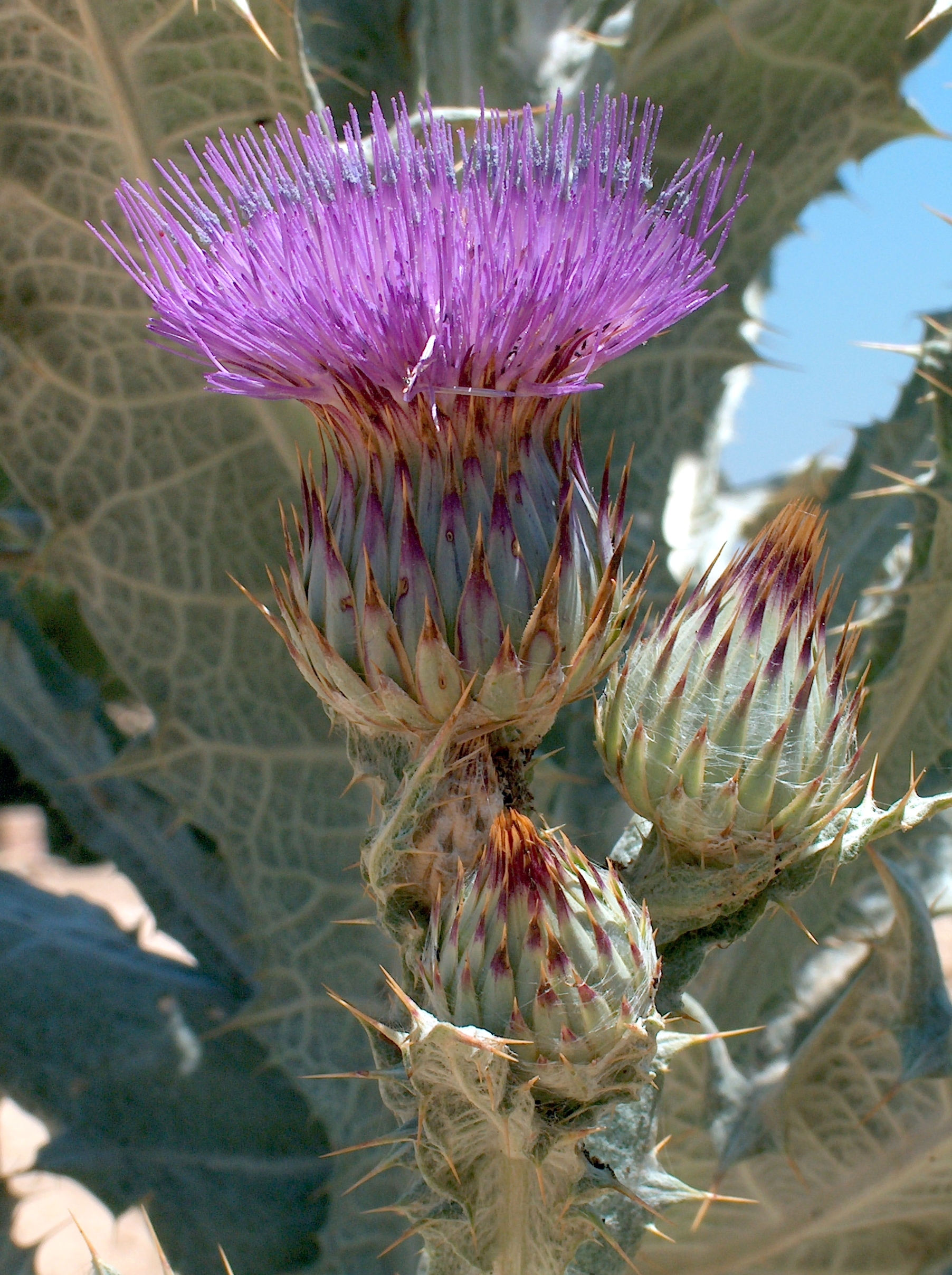
Capítulos de O. nervosum.

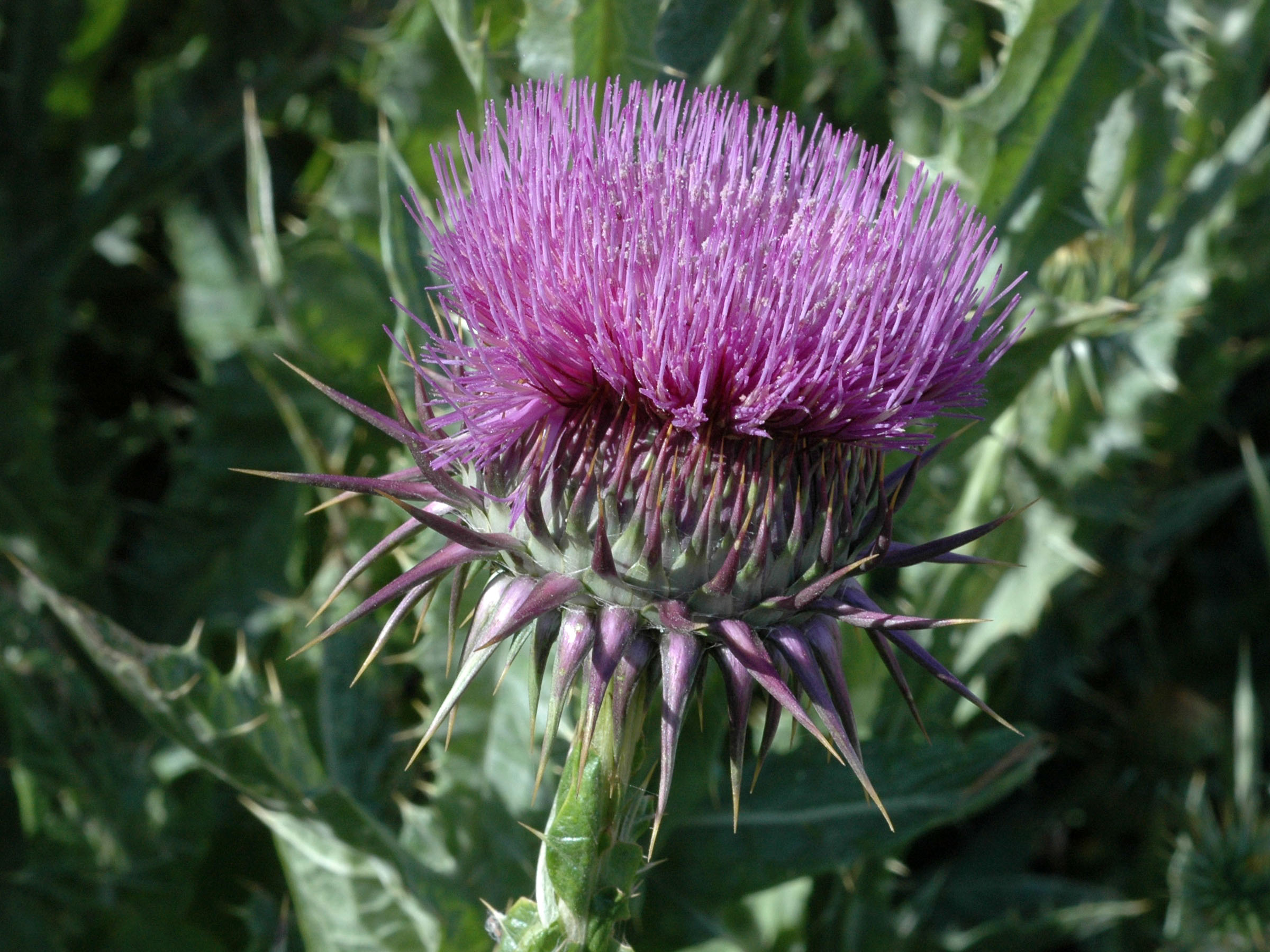
Capítulo en antesis de un discutido endemismo de Fuerteventura: O. nogalesii.

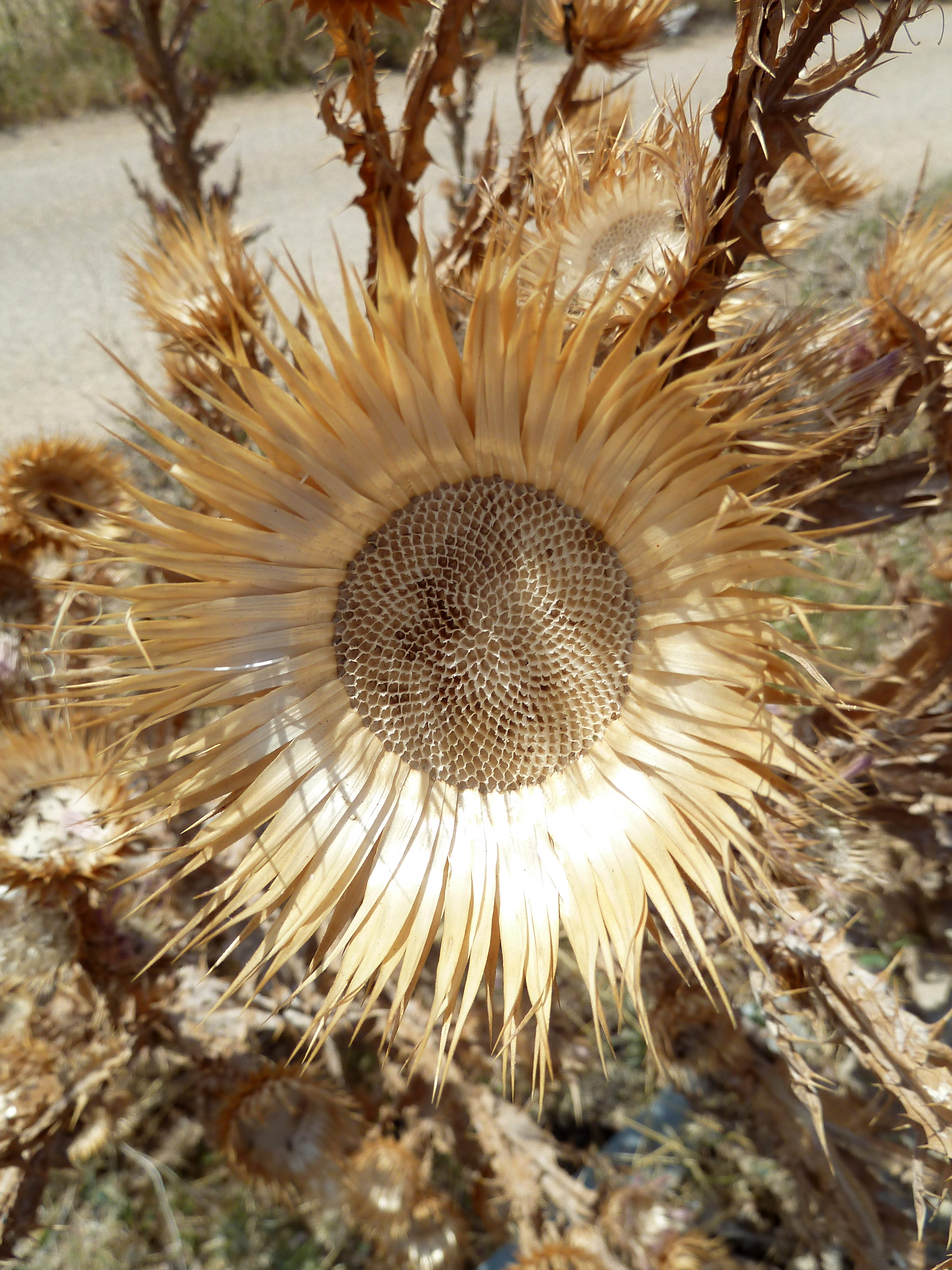
Receptáculo alveolado de O. nervosum

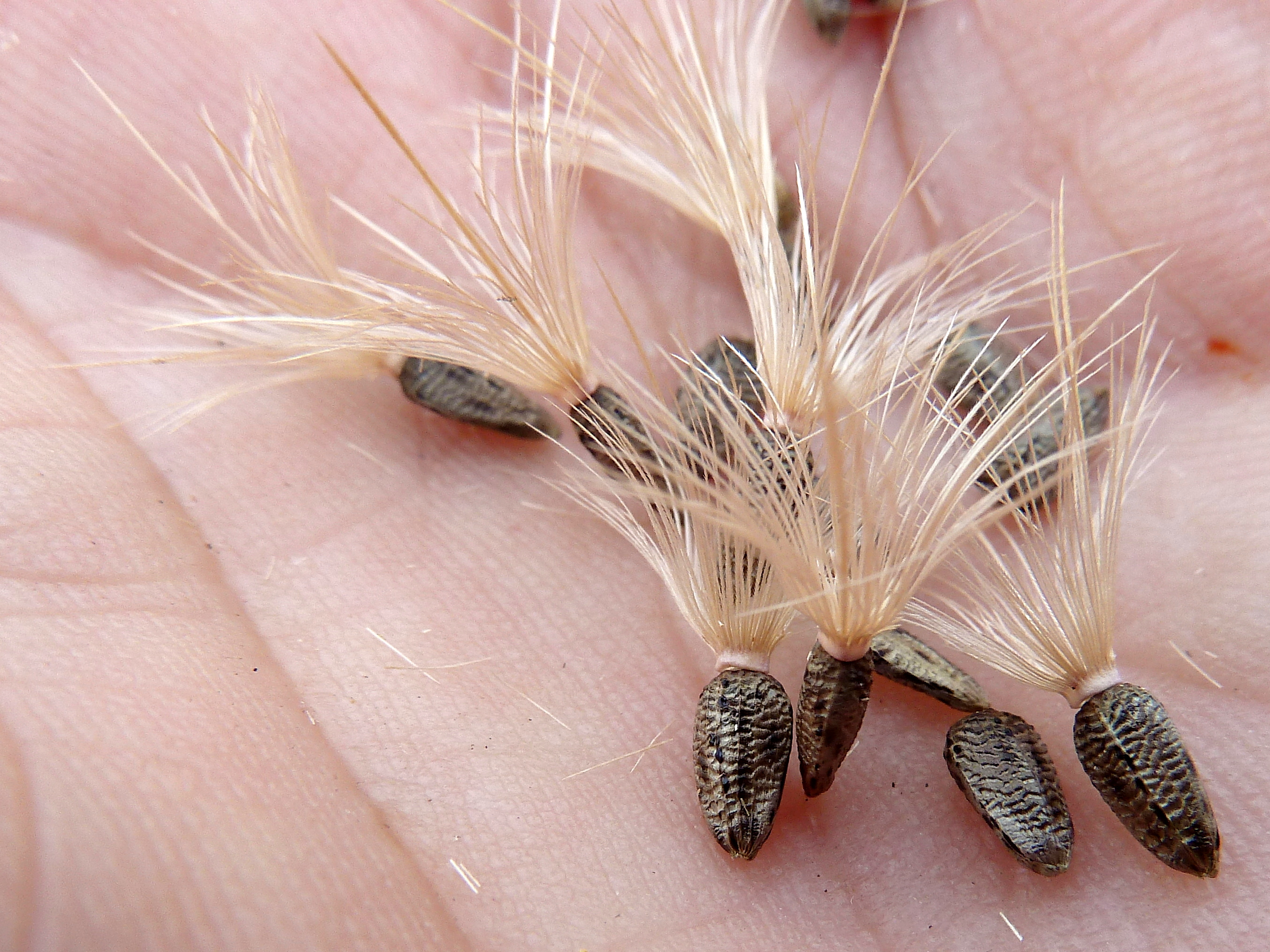
Cipselas sueltas de O. acanthium con vilano caedizo.

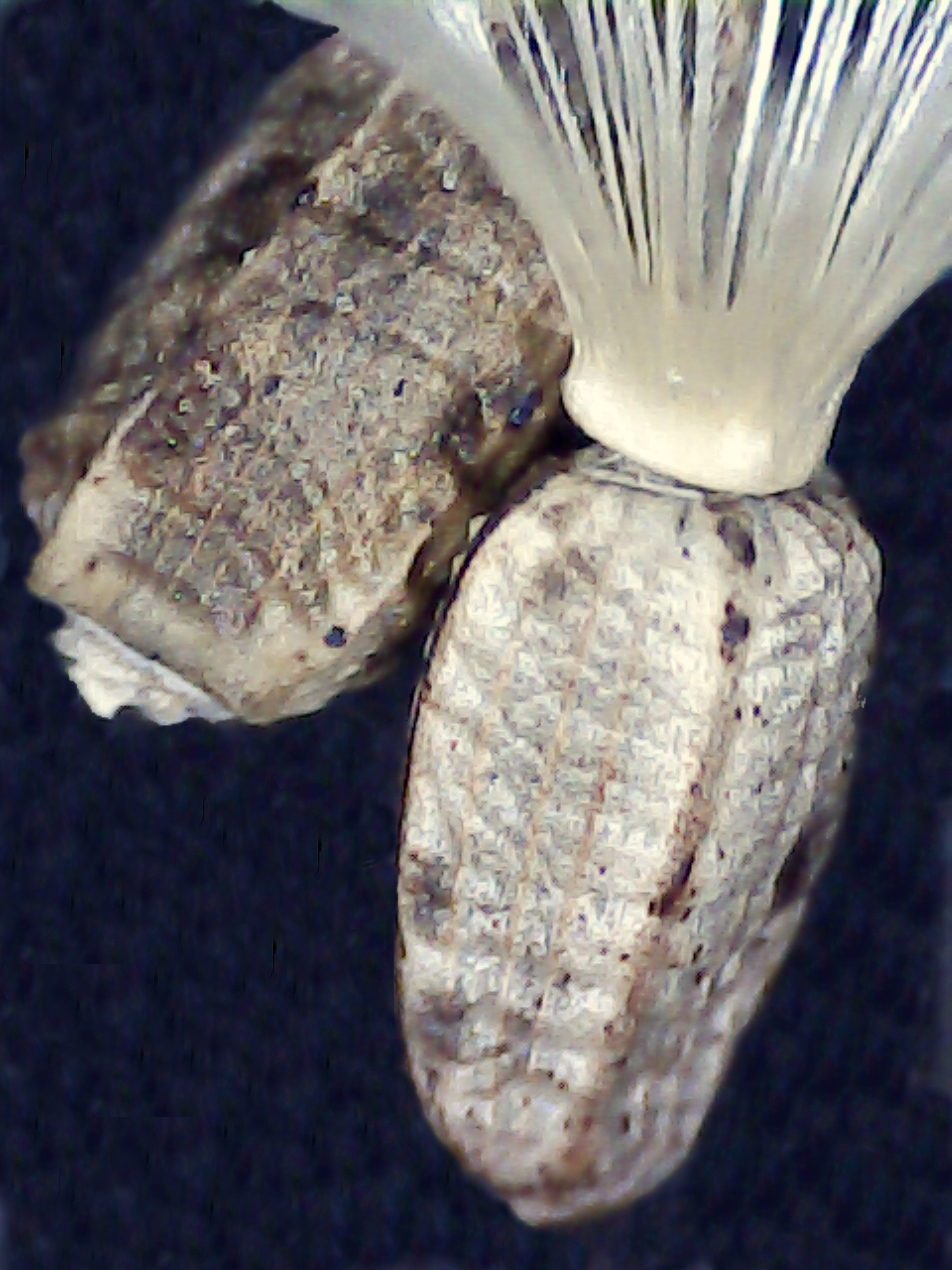
Detalle de una cipsela de O. nervosum.

Onopordum es un género de cardos perteneciente a la familia Asteraceae con unas 40 especies aceptadas, de las 170 descritas.

## Descripción
Son plantas herbáceas anuales, bienales o perennes, espinosas, de tallos ramificados, alados en toda su longitud, ocasionalmente acaules, con hojas alternas o todas en roseta basal, pecioladas o sentadas y más o menos largamente decurrentes en alas continuas o discontinuas (prolongación a lo largo del tallo de los márgenes del limbo foliar. Una base de hoja decurrente no está en realidad causada por la unión, en sí, de la hoja al tallo, sino por el crecimiento/multiplicación, al nivel del punto de unión, de las células del primordio foliar en sendas decurrencias laterales y/o, eventualmente, en alas caulinares más o menos largas mientras el tallo crece y desarrollándose, también, dicho primordio hacia arriba en hoja propiamente dicha; y así sucesivamente con cada uno de los primordios foliares que aparezcan a lo largo del tallo.</ref>), dentadas, pinnatífidas, pinnatipartidas o pinnatisectas y con margen dentado y espinoso. Los capítulos, homógamos y generalmente terminales, son solitarios o agrupados en inflorescencias racemiformes o corimbiformes. Tienen el involucro ovoide o algo globoso con brácteas dispuestas en 7-13 series, más o menos coriáceas, imbricadas, usualmente mayores hacia el interior y con las externas y medias erectas, erecto-patentes o reflexas, todas con espina terminal y márgenes antrorso-escabridos, por lo menos parciañmente. El receptáculo es plano o algo convexo, glabro, alveolado (con alvéolos provistos de borde irregularmente denticulado). Los flóculos son hermafroditas, con la corola tubulosa, pentámera, más o menos zigomorfa, glabra, blanca o rosado-violeta, con tubo y limbo netamente diferenciados, este con 5 lóbulos desiguales. Los estambres son de filamentos libres, lisos o algo papilosos, glabros, insertos en la base del limbo de la corola y con anteras de conectivo apical prolongado en una lengüeta lanceolada con apéndices basales filiformes. El gineceo tiene el estilo liso, con 2 ramas estilares unidas en la base y erecto-patentes en el ápice, y con un anillo de pelos colectores; dicho estilo está rodeado en la base por un nectario, que persiste en el fruto a modo de una prominencia sobre la placa apical. Las cipselas son homomorfas, obovoides o más o menos elipsoidales,  de sección  rómbica, con 4-5 costillas longitudinales conspicuas y varios nervios tenues en cada cara y con la superficie algo cerebroide o transversalmente rugosa; son glabras, truncadas en el ápice, con placa apical de borde entero y con nectario central. No tienen eleosoma y el vilano es simple, de blanquecino a pardo, frágil y caedizo en bloque, con 2-3 filas de pelos escábridos/subplumosos unidos en la base en un anillo.

## Distribución y hábitat
Nativo de Europa (principalmente de la región del  Mediterráneo), norte de África —de donde están citados 43 taxones, entre específicos y infraespecíficos, incluidos los sinónimos—, las Islas Canarias —con un par de endemismos—, el Cáucaso, y el suroeste y centro de Asia. Crece en los bordes de caminos y carreteras, tierras aradas y pastos.

## Ecología
Especies de Onopordum son usadas como alimento por las larvas de algunas especies de  Lepidopteras, incluyendo Coleophora onopordiella que se nutre exclusivamente de  O. acanthium, y Scrobipalpa acuminatella.

## Taxonomía
El género fue creado por Sébastien Vaillant y publicada su descripción original en Histoire de l'académie royale des sciences. Avec les mémoires de mathématique & de physique, p. 152, en 1718 y validado, 35 años después, por Carlos Linneo y publicado en Species Plantarum, vol. 2, p. 827 en 1753, autor que amplió su diagnosis  en Genera Plantarum, n.º 834, p. 359, en 1754. La especie tipo es  Onopordum acanthium L..
Etimología
- Onopordum: El nombre genérico proviene del latín ǒnǒpordǒn/ǒnǒpradǒn, derivado del Griego όνόπoρδoν, de όνό «burro» y πορδον «pedo», o sea que «pedo de burro», aludiendo a la supuesta propiedad de la planta de producir ventosidades ruidosas a estos animales cuando se la comen,[8][9] referenciado como tal en Plinio el Viejo, Historia naturalis (27, 110, LXXXVII: "Onopradon cum ederunt, asini crepitus reddere dicuntur.")[10][11] y corroborado por el creador del género («Onopordon est composé des mots Grecs 'όνος', Asne , & 'πέρδω', je pete, parce qu'on prétend que ces Plantes font peter les Asnes qui en mangent»).

Citología
Número de cromosomas: x=17

## Especies aceptadas
En negrita, las especies presentes en España.
- Onopordum acanthium L. - Europa, África del Norte, Asia templada
- Onopordum acaulon L. - Mediterráneo occidental
- Onopordum alexandrinum Boiss. - Mediterráneo oriental
- Onopordum algeriense (Munby) Pomel - Argelia
- Onopordum ambiguum Fresen. - Mediterráneo oriental
- Onopordum anatolicum (Boiss. & Heldr.) Eig - Turquía
- Onopordum arenarium M.Hossain & Al-Sarraf - África del Norte
- Onopordum armenum Grossh. - Cáucaso, Irán, Turquía
- Onopordum blancheanum (Eig) Danin - Mediterráneo oriental
- Onopordum boissierianum Raab-Straube & Greuter - Turquía
- Onopordum bracteatum Boiss. & Heldr. - Turquía
- Onopordum canum Eig - Mediterráneo oriental
- Onopordum carduchorum Bornm. & Beauverd - Mediterráneo oriental
- Onopordum carduelium Bolle - Endemismo de la Isla de Gran Canaria
- Onopordum carduiforme Boiss. - Mediterráneo oriental
- Onopordum carmanicum (Bornm.) Bornm. - Irán
- Onopordum caulescens d'Urv. - Grecia
- Onopordum cinereum Grossh. - de Turquía hasta Afganistán
- Onopordum corymbosum Willk. - Mediterráneo septentrional
- Onopordum cyrenaicum Maire & Weiller - Libia
- Onopordum dissectum Murb. - España, Marruecos
- Onopordum dyris Maire - Marruecos
- Onopordum elongatum Lam. - Mediterráneo
- Onopordum eriocephalum Rouy - Francia
- Onopordum espinae Coss. - África del Norte
- Onopordum heteracanthum C.A.Mey. - Mediterráneo oriental, Cáucaso
- Onopordum hinojense Talavera & al. - Endemismo del sur de España (Provincia de Huelva)
- Onopordum horridum Viv. - Italia, Córcega
- Onopordum illyricum L. - Mediterráneo septentrional
- Onopordum leptolepis DC. - Medit. oriental hasta China
- Onopordum macracanthum Schousb. - España, Marruecos
- Onopordum macrocanthum d'Urv. - Marruecos
- Onopordum macrocephalum Eig - Mediterráneo oriental
- Onopordum mesatlanticum Emb. & Maire - Marruecos
- Onopordum micropterum Pau (= Onopordum nogalesii Svent.) - Endemismo de la Isla de Fuerteventura -[13]
- Onopordum minor L. - Irán
- Onopordum myriacanthum Boiss. - Mediterráneo nororiental
- Onopordum nervosum Boiss. - Península ibérica
- Onopordum parnassicum Boiss. & Heldr. - Grecia, Turquía
- Onopordum platylepis (Coss. ex Murb.) Murb. - Libia, Tunisia
- Onopordum polycephalum Boiss.  - Mediterráneo septentrional
- Onopordum prjachinii Tamamsch. - Asia central
- Onopordum seravschanicum Tamamsch. - Asia central
- Onopordum sibthorpianum Boiss. & Heldr. - Mediterráneo oriental, Arabia
- Onopordum tauricum Willd. - Mediterráneo septentrional
- Onopordum turcicum Danin - Mediterráneo septentrional
- Onopordum wallianum Maire - Marruecos[1][2][14][15]

## Híbridos
A la ya alta variabilidad y polimorfismo intraespecífico usual en numerosos taxones, y que dificulta la identifiación individual o de una población, el género está frecuentemente afectado por complejos fenómenos de hibridación que incluyen, además de hibridaciones succesivas que diluyen los caracteres específicos hasta individuos indiferenciables de uno de los parientes, introgresión unidireccional que pueden llevar a especies al borde de la extinción y casos de retrocruce que dan lugar a híbridos fértiles, de tal manera que, solo en la península ibérica se conocen media docena de híbridos además del puñado  de especies presentes: 
- O. acanthium × O. corymbosum =
  - O. × humile Loscos, 1885
  - O. × corymbosum nothovar. humile (Loscos) Willk., 1893
  - O. × tauricum nothosubsp. humile (Loscos) Rouy, 1896
  - O. × tauricum nothovar. canescens Pau, 1889
  - O. × tauricum nothovar. simplex Rouy, 1896
  - O. × bilbilitanum Vicioso & C.Vicioso, 1912
  - O. × bilbilitanum nothovar. viride Vicioso & C. Vicioso, 1912
  - O. × turolense Sennen, 1912
  - O. × humile nothovar. turolensis (Sennen) M.B.Crespo & Mateo, 1990
  - O. × bilbilitanum nothof. canescens Vicioso & C. Vicioso
  - O. × senneni Vicioso

- O.acanthium × O.acaulon =
  - O. × brevicaule Gonz. Sierra, Pérez Morales, Penas & Rivas Mart.

- O. acanthium × O. illyricum =
  - O. × spinosissimum Gonz. Sierra, Pérez Morales, Penas & Rivas Mart., 1992

- O. corymbosum × O. nervosum =
  - O. × erectum Gonz. Sierra, Pérez Morales, Penas & Rivas Mart., 1992

- O. hinojense × O. nervosum =
  - O. × onubense Gonz. Sierra, Pérez Morales, Penas & Rivas Mart., 1992

- O. illyricum × O. nervosum =
  - O. × bolivari Pau & Vicioso, 1921
- O. macracanthum × O. nervosum =
  - O. × macronervosum Gonz. Sierra, Pérez Morales, Penas & Rivas Mart., 1992[5]

Además, en el área de repartión euro-asiática del género, se han descrito unos cuantos híbridos todavía sin resolver taxonómicamente: Onopordum × arenesi Jeanj., Onopordum × makrisii Hadjik. & Hand, Onopordum × setense Arènes, Onopordum × teddianum Rech.f.